# Ismayil Osmanli
Ismayil Osmanli (en azéri : İsmayıl Osman oğlu Osmanlı ; né le 11 avril 1902 à Nukha (Cheki) et mort le 22 juin 1978 à Bakou) est un acteur de théâtre et de cinéma azerbaïdjanais, artiste du peuple de la RSS d'Azerbaïdjan (1949), artiste du peuple de l'URSS (Union des républiques socialistes soviétiques)  .

## Biographie
Ismail Osmanli provient d’une famille pauvre. Orphelin depuis l'âge de onze ans, il travaille dans une fabrique de soie et une tannerie à Cheki. En 1920, il devient membre du club de théâtre, du Club des ouvriers et des paysans du quartier. En 1922, il s'installe à Gandja et travaille dans le théâtre amateur pendant 6 ans. En 1928, il est invité au Théâtre dramatique d'État de Tbilissi. En 1929, il vient à Bakou et est accepté dans la troupe du Théâtre dramatique national d'Azerbaïdjan et y travaille jusqu'à la fin de sa vie.
Ismayil Osmanli interprète des personnages caractéristiques des genres dramatiques et tragiques ottomans, des personnages humoristiques dans des pièces dramatiques et des rôles drôles et satiriques dans des comédies. 

## Titres et récompenses
- Titre honorifique Artiste honoré de la RSS d'Azerbaïdjan (23 avril 1940)
- Titre honorifique Artiste du peuple de la RSS d'Azerbaïdjan(21 juillet 1949)
- Titre honorifique Artiste du peuple de l'URSS (1er août 1974)
- Médaille Pour la distinction du Travail (9 juin 1959)
- Ordre de l’Insigne d'honneur
- Ordre de la Bannière rouge du travail.